# Glashütte Gistl

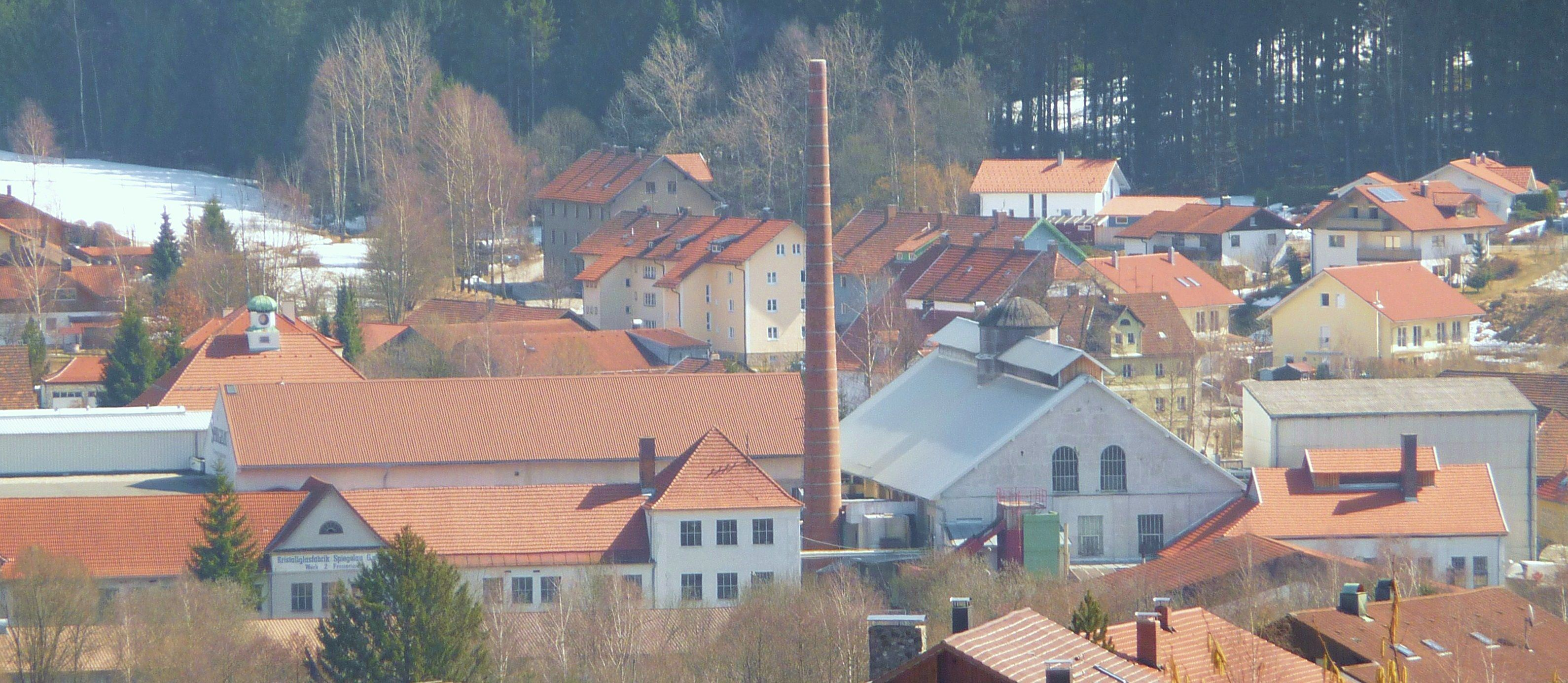
Blick auf die Glashütte Gistl

Die Krystallglasfabrik Frauenau I. Gistl war eine Glashütte, die rund 50 Jahre lang der größte Arbeitgeber in der Gegend von Frauenau im Landkreis Regen im Bayerischen Wald war. Das Unternehmen prägte die wirtschaftliche und kulturelle Entwicklung sowie die Einwohnerzahlen der Region entscheidend mit.
Isidor Gistl (1868–1950) pachtete die Poschinger-Hütte im Frauenauer Ortsteil Moosau von 1906 bis nach dem Ersten Weltkrieg mit großem wirtschaftlichem Erfolg. Im Frühjahr 1924 lief in seiner eigenen Glashütte, die er direkt daneben mit selbstgedrucktem Inflationsgeld erbauen ließ, die Produktion an. Nach den Plänen des renommierten Architekten Georg Pabst aus Ilmenau in Thüringen entstand von 1923 bis 1925 die großzügige Anlage, die auch nach ästhetischen Gesichtspunkten gestaltet worden war. 
„Gistlglas“ wurde bald zu einem Qualitätsbegriff, der den Ruf des Frauenauer Glases weltweit festigte. Auf drei Öfen wurde Hohlglas produziert; in wirtschaftlich schlechten Zeiten auch auf zwei oder nur einem Ofen. Während der Weltwirtschaftskrise gegen Ende der 1920er Jahre mussten alle Öfen gelöscht werden. Nach dem Zweiten Weltkrieg gingen die Geschäfte gut. Die Hütte bot bis in die Mitte der 1960er Jahre für bis zu 500 Menschen einen Arbeitsplatz, was sich auch auf die Einwohnerzahlen der Gemeinde Frauenau auswirkte. Kommerzienrat Gistl hatte für diese nach und nach über 150 Werkswohnungen erbauen lassen.
Als Gistl 1950 starb, führte seine Frau Pauline bis zu ihrem Tod 1959 den Betrieb weiter. Danach fiel der Besitz an eine 48-köpfige Erbengemeinschaft, zu der auch die Familie Meißner gehörte, die die Hütte weiter betrieb. Nach wirtschaftlichen Schwierigkeiten verkaufte sie die Gisthütte 1970 an den Konzern Sils van de Loo & Co, der bereits seit 1963 im Besitz der Spiegelauer Glashütte war. Seither firmiert die Glashütte Gistl als Werk II der Kristallglasfabrik Spiegelau GmbH. Im Jahre 1971 wurde die manuelle Hohlglasfertigung nach Spiegelau verlegt und in der Gistlhütte eine automatische Fertigungsstraße („Eiserner Mann“) installiert. Die Zahl der Beschäftigten ist dadurch auf etwa 120 gesunken. Die renommierte Firma Nachtmann kaufte 1990 die Spiegelauer Hütte und mit ihr die Gistlhütte. Nachtmann wurde dann 2004 selbst von Riedel Glas übernommen.
In einigen Nebengebäuden, wie der ehemaligen Hafenstube ist heute die international bekannte Kunstakademie Bild-Werk Frauenau untergebracht. Im ehemaligen Glashütten-Wirtshaus besteht das Gasthaus Gistl, in dem zahlreiche kulturelle Veranstaltungen stattfinden. 
Valentin Eisch (1901–1983), Gründer der Glashütte Eisch, war bei der Gistlhütte als Graveur beschäftigt. 1946 machte er sich selbständig. 